# Meunye Payong
Meunye Payong is een bestuurslaag in het regentschap Aceh Utara van de provincie Atjeh, Indonesië. Meunye Payong telt 327 inwoners (volkstelling 2010).